# Fran Tirado
Fran Tirado est une journaliste américaine, rédactrice en chef de Them.

## Biographie
Fran Tirado étudie à l'institut Kinsey et se spécialise en écriture et études de genre. Pendant ses études, elle écrit des chroniques sur les thèmes LGBT pour le journal local.
Tirado déménage ensuite à Brooklyn,.
En 2013, Fran Tirado est directrice de Hello Mr. Elle anime le podcast Food 4 Thot, un podcast sex positif,, et le podcast Queerly Beloved,. Pour son travail sur Hello Mr., elle obtient la distinction Brooklyn 30 Under 30 et un prix GLAAD de journalisme pour son portrait de Cecilia Gentili.
Elle participe également à un collectif queer d'artistes, Communion. Elle travaille pour les départements éditoriaux de Gay Times et Out et est consultante en marketing pour des marques come Nike, HBO, Google, Apple, Meta, iHeart et ViiV. Elle milite pour le soutien aux femmes trans noires.
En 2018, Fran Tirado dirige la stratégie éditoriale et de marque pour les contenus LGBT+ du groupe Netflix. Son poste implique la création de formats vidéo inclusifs pour les personnes LGBT+, la promotion des productions LGBT+ de Netflix comme Queer Eye et les séries de Ryan Murphy, et la gestion du compte Instagram most, consacré aux programmes queers de Netflix. Après dix mois en poste, elle annonce sur Twitter quitter son poste sans donner d'explications publiques, en raison d'un accord de non-divulgation,. Ce départ survient une semaine après un profil dans The New York Times où Tirado évoque des séries de groupes rivaux et admet avoir raté une réunion avec un supérieur parce que trop occupée à travailler sur un projet personnel.
Elle effectue son coming-out entre 2018 et 2024. Elle organise une levée de fonds annuelle à Fire Island nommée « Doll Invasion » pour soutenir les artistes et initiatives trans,. Tirado obtient le prix Stonewall.
En 2024, Fran Tirado devient directrice exécutive du magazine Them de Condé Nast. Elle en devient rédactrice en chef le 10 mars 2025,, ce qui fait d'elle la première rédactrice en chef trans d'un titre du groupe.